# Charlotte Dipanda
Charlotte Dipanda (sinh năm 1985, Yaoundé, Cameroon) là một ca sĩ người Afropop đến từ Cameroon, người chơi chủ yếu là nhạc acoustic. Lời bài hát của cô bằng tiếng Pháp, tiếng mẹ đẻ Bakaka và tiếng Douala.

## Tiểu sử
Dipanda đã tạo ra bản thu âm đầu tiên của mình với người chơi guitar Jeannot Hens. Nó được phát hành vào năm 2002. Cô được phát hiện bởi nhạc sĩ Congo, Lokua Kanza, trong một buổi mic mở tại một câu lạc bộ Yaoundé. Sau đó cô chuyển đến Pháp, nơi cô đã làm việc với ca sĩ Congo, Papa Wemba. Dipanda đã cung cấp giọng hát nền cho Manu Dibango, Rokia Traoré và Axelle Red. Dipanda thực hiện hầu hết các hợp đồng biểu diễn của mình ở châu Âu, nhưng cũng đã biểu diễn trong Palais des sports ở quê hương Yaoundé của cô. Album solo đầu tiên của cô có tên Mispa, và được phát hành vào năm 2008. Vào năm 2014, cô đã phát hành album thứ ba mang tên 'Massa'. Album thứ hai của cô 'Dube L'am' được phát hành vào năm 2011. Charlotte Dipanda là một trong những giám khảo cho chương trình The Voice Afrique francophone phát trên kênh Vox Africa năm 2016. Tại phiên bản 2018 của Balafon Music Awards, charlotte dipanda đã nhận được hai giải thưởng là giọng nữ của năm và clip của năm với sista.
Em gái của Dipanda là ca sĩ bikutsi Lady Ponce.

## Danh sách đĩa hát

### Album
- 2002 Ndando Jeannot Hens ft. Charlotte Dipanda
- Mispa 2008

1. Bwel
2. Trở thành Nde Na
3. Mbasan
4. Ndutu Ndema
5. Longue
6. Ala
7. Elle
8. Mắt
9. Mispa
10. Ndando
11. Mbebi
12. Encore une fois

- 2011 Dube I'am

1. Toma tôi
2. Coucou
3. Bodimbea (kỳ công. Richard Bona)
4. Yêu tinh
5. Mouane diob
6. Soma loba
7. Na nde
8. Chúng tôi nde ndja (kỳ công. Jacob Desvarieux)
9. Sona ndolo
10. Mukusa
11. Maria
12. Một idika
13. Mboa
14. Miên Dương

- 2015 Massa

1. Ndolo Bukatè (Un peu d'amour)
2. Aléa Mba (Soutiens-moi)
3. Laka Mba (Pardonnez-moi)
4. Massa (Hướng nội)
5. Elle n'a pas vu
6. Na Bia Tè (Si je savais)
7. Amore (Âm thanh)
8. Alanè Mba (Emmène-moi)
9. Kénè So (Aller de l'avant)
10. Lena (Fille du Sahel)

- 2018 Un Jour Dans Ma Vie

1. Un jour dans ma vie
2. Vĩ
3. Sista (c'est Yemi Alade)
4. Cá ngừ
5. Một Ndolo
6. Nos Cachiers
7. Ewola Mudi
8. Sa Ngando
9. Duméa (feat Sallé John)